# Жорж Алека Дамас
Жорж Алека́ Дама́с (на френски: Georges Aleka Damas; 18 ноември 1902 – 4 май 1982) е общественик, политик и дипломат от Габон.
Известен е като автор (на текста и музиката) на националния химн La Concorde и председател на Националното събрание на Габон от април 1964 до април 1975 г.

## Биография
Работи дълги години като банков слежитл и после като корпоративен счетоводител.
По предложение на „Свободна Франция“ е включен в административния съвет на губернатора на Габон, после е негов съветник. Член е на общинската комисия на родния му град Либревил (1956 – 1963). Представлява Габон в Икономическия и социален съвет на Френската общност (организацията на френските зависими територии) през 1959 г.
След обявената независимост на страната (1960) служи като посланик на Габон в Европейската икономическа общност, страните от Бенелюкс (Белгия, Нидерландия, Люксембург) и Западна Германия от 1961 до 1964 г.
През април 1964 г. е избран за депутат в Националното събрание на Габон и за негов председател, като остава на длъжността до април 1975 г. Избран е междувременно за председател на Бюрото (1968) на новосформираната единствена и управляваща Габонска демократическа партия, после става неин главен ковчежник. Преди пенсионирането си е още съветник на президента Омар Бонго (1975 – 1977).
Почетен е на пощенска марка от 90 габонски франка с портрета му пред партитурата на химна La Concorde през 1985 г.